# Burkhard Heim
Burkhard Heim (Potsdam, 9 febbraio 1925 – Northeim, 14 gennaio 2001) è stato un fisico tedesco.
Ha dedicato gran parte della sua vita alla ricerca di una teoria di campo unificata, che unisse relatività generale e meccanica quantistica.
Durante la seconda guerra mondiale, fu reclutato dai nazisti.  A 19 anni, in un laboratorio, venne accecato dall'esplosione accidentale di un ordigno; inoltre perse entrambe le mani e riportò seri danni all'udito.
Il suo lavoro sulla teoria del tutto è solitamente indicato come teoria di Heim. La validità delle sue ipotesi è al centro di un serrato dibattito nella comunità dei fisici, dopo oltre 50 anni di dimenticatoio, in quanto la NASA nel 2005 ha annunciato di voler intraprendere alcuni esperimenti volti a dimostrarne alcuni aspetti.